# Hypotrachyna leswellensis
Hypotrachyna leswellensis är en lavart som beskrevs av Elix. Hypotrachyna leswellensis ingår i släktet Hypotrachyna och familjen Parmeliaceae.   Inga underarter finns listade i Catalogue of Life.